# Askari (Fortuny)
Askari es una pintura sobre tabla realizada por Mariano Fortuny y Marsal en c. 1860 y que se encuentra conservada actualmente en la Biblioteca Museo Víctor Balaguer, con el número de registro 3.831 desde que ingresó en 1895, de manos de Pedro Bové Montseny. El mismo Fortuny había regalado este cuadro a su amigo Pedro Bové, quien le había ayudado a pagar la exención del servicio militar.
El artista pintó esta obra durante su estancia en Marruecos donde fue como cronista gráfico de la llamada guerra de África (1860).

## Descripción
Es el retrato de un askari, soldado indígena marroquí al servicio de las fuerzas coloniales. El hombre aparece de cuerpo entero, de pie y en el centro de la composición, sobre un fondo oscuro y grisáceo, ante la entrada a una mazmorra. Aguanta un largo fusil con las dos manos y se encuentra vestido con turbante azul, amarillo y rojo en la cabeza, túnica blanca abierta por los lados, cinturón rojo, y bombachos también de color rojo. Calza chilabas, tiene los brazos desnudos y un pendiente de argolla en la oreja. Obra de pincelada vibrante y vigorosa y de contornos rotos por el trazo nervioso. En el cuadro se puede leer la inscripción «Fortuny».